# Пенни, Стеф
Стеф Пенни (англ. Stef Penney; род. 1969[…], Эдинбург) — шотландский кинорежиссёр и писательница.

## Биография
Выросла в Эдинбурге, обратилась к кинематографу после получения степени по философии и теологии в Бристольском университете. Сняла три короткометражных фильма, затем изучала кино и телевидение в Борнмутском колледже искусств, а по окончании учёбы была отобрана для участия в программе новых сценаристов Carlton Television. Также написала сценарий и сняла два короткометражных фильма: фильм для BBC 10 x 10 с Анной Фрил в главной роли и фильм для Film Council Digital Short 2002 года с Люси Рассел в главной роли.
В 2006 году она удостоилась премии Коста за лучший дебютный роман и The Book-of-the-Month Club First Fiction Award за свой дебютный роман «Нежность волков», действие которого происходит в Канаде в 1860-х годах. Роман начинается с обнаружения тела убитого траппера Лорана Жаме, и последующими событиями, происходящими во время поисков убийцы. Поскольку во время написания этого романа Стеф Пенни страдала от агорафобии, все исследования она проводила в библиотеках Лондона и ни разу не посетила Канаду.
Впоследствии она написала романы «Невидимки» (2011) и Under A Pole Star (2016); последний был включён в шорт-лист премии Коста 2017 года.
Она адаптировала три романа Модести Блез для радиостанции BBC.